# Cot Bale Meurah
Cot Bale Meurah är ett berg i Indonesien.   Det ligger i provinsen Aceh, i den västra delen av landet, 1 800 km nordväst om huvudstaden Jakarta. Toppen på Cot Bale Meurah är 282 meter över havet.
Terrängen runt Cot Bale Meurah är huvudsakligen kuperad, men österut är den platt.Runt Cot Bale Meurah är det glesbefolkat, med 14 invånare per kvadratkilometer. I omgivningarna runt Cot Bale Meurah växer i huvudsak städsegrön lövskog.